# 短序琼楠
短序琼楠（学名：[Beilschmiedia brevipaniculata] 错误：{{Lang}}：文本有斜体标记（帮助））为樟科琼楠属下的一个种。

## 扩展阅读
- 維基物種上的相關：短序琼楠